# فينكامين
الفينكامين (بالإنجليزية: Vincamine)‏ هو مركب عضوي قلويدي من المركبات العطرية الحلقية غير المتجانسة التي يُطلق عليها اسم الأندول (indole), 25-65% منها مستخرج من نبات العناقية الصغيرة لزهرة العناق (Vinca minor), كما يمكن تصنيع كميات منها من مصادر قلوية مختلفة.

## التأثيرات الحيوية
الفينكامين مادة موسعة للأوعية الدموية المحيطية، حيث تزيد من تدفق الدم إلى الدماغ (تباع تحت العلامة التجارية Oxybral).
وكثيراً ما يستخدم الفينكامين كعامل منشط للذهن لمكافحة آثار الشيخوخة، أو بالاشتراك مع العقاقير الذكية الأخرى ذات التأثير على القدرة الإدراكية (مثل بيراسيتام).

## الاستعمالات السريرية
- علاج ضعف واضطراب الذاكرة في كبار السن.
- علاج صعوبة التركيز وضعف الوعي والانتباه.
- تحسين الدورة الدموية لدى مرضى الداء السكري, ومرضى تصلب الشرايين.
- يُستخدم بعد اصابات الحوادث وخصوصاً في الدماغ.
- علاج بعض حالات ارتفاع الضغط الشرياني الدموي.
- علاج حالات الدوخة والدوار, وبعض حالات الصداع النصفي.
- علاج اضطرابات السمع والبصر نتيجة مشاكل الدورة الدموية.
- تحسين القدرات الذهنية لدى الأطفال والمراهقين.